# Riktig talkshow
Riktig Talkshow föddes i en källare på Birkagatan. Ola Lindholm bjöd in gäster som han intervjuade inför publik. Showen fortsatte senare på Mosebacke Etablissement (sista säsongen var hösten 2005). Riktigt Talkshow gick också som TV-program en säsong på SVT. Kapellmästare var Oscar Söderberg.